# 1055 Tynka
1055 Tynka là một tiểu hành tinh vành đai chính được phát hiện ngày 17 tháng 11 năm 1925 bởi Emil Buchar.